# NGC 1847
NGC 1847 is een open sterrenhoop in de Grote Magelhaense Wolk in het sterrenbeeld Goudvis. Het hemelobject werd op 15 december 1835 ontdekt door de Britse astronoom John Herschel.

## Synoniemen
- ESO 56-SC66